# Episodi di Firebuds (seconda stagione)
La seconda stagione della serie animata Firebuds è stata annunciata il 13 gennaio 2023. La stagione viene trasmessa negli Stati Uniti su Disney Junior dal 1º novembre 2023. In Italia viene distribuita dal 1° maggio 2024 su Disney +.
| nº | Titolo originale                          | Titolo italiano                                         | Prima TV USA     | Prima TV Italia   |
| -- | ----------------------------------------- | ------------------------------------------------------- | ---------------- | ----------------- |
| 1  | Hello, Halo!/What's Up, Woodpecker?       | Piacere,Halo/Come va Picchio?                           | 1 novembre 2023  | 1 maggio 2024     |
| 2  | Sugar Crash/The Cut N' Chrome Caper       | Scontro zuccheroso/Avventura al taglio e croma          | 2 novembre 2023  | 1 maggio 2024     |
| 3  | Mayhem At The Museum/Wrong Way Rescue     | Caos al museo/Soccorso errato                           | 3 novembre 2023  | 1 maggio 2024     |
| 4  | Apple Pie Peril/Hike & Seek               | Il pericolo della torta di mele/Nascondino              | 10 novembre 2023 | 1 maggio 2024     |
| 5  | Blizzard Buds/Parade Escapade             | La bufera di neve/Un capodanno diverso                  | 30 novembre 2023 | 1 maggio 2024     |
| 6  | Annie Spokely/Ingrid On Ice               | Annie il meccanico/Ingrid sul ghiaccio                  | 15 dicembre 2023 | 18 settembre 2024 |
| 7  | Science Fair Snafu/The Scavenger Hunt     | Imprevisto alla fiera della scienza/La caccia al tesoro | 12 gennaio 2024  | 18 settembre 2024 |
| 8  | Balancing Act/Monster Truck Piston        | Questione di equilibrio/Piston Monster Truck            | 9 febbraio 2024  | 18 settembre 2024 |
| 9  | Skitty Kitty/Heat Wave                    | Un gatto irrequieto/Ondata di caldo                     | 8 marzo 2024     | 18 settembre 2024 |
| 10 | Wayne's Trains and Automobiles/Jazzy Buds | Un manuale per tutto/Jazzy Buds                         | 22 marzo 2024    | 6 novembre 2024   |
| 11 | The Drive Along/Rescue Club Rangers       | Un soccorso con papà/La squadra di soccorso forestale   | 3 maggio 2024    | 6 novembre 2024   |
| 12 | Fire Tower Frenzy/What's Cookin           | Delirio alla torre antincendio/Cosa bolle in pentola?   | 10 maggio 2024   | 6 novembre 2024   |
| 13 | Woodland Wiley/P.I. Piston                | Il furto dello specchio/Investiga-piston                | 17 maggio 2024   | 4 dicembre 2024   |
| 14 | Mayor for the Day/Dozer Disaster          | Sindaco per un giorno/Ruspa ruspante                    | 24 maggio 2024   | 4 dicembre 2024   |
| 15 | Haywire Halo/Smorgasburger                | L'importanza di seguire il piano/L'importanza di pulire | 31 maggio 2024   | 4 dicembre 2024   |
| 16 | Windy Wheels                              | Ruote volanti                                           | 7 giugno 2024    | 4 dicembre 2024   |
| 17 | Full-Time Flash/Bubba Trouble             | Flash a tempo pieno/Il problema di Bubba                | 14 giugno 2024   | 4 dicembre 2024   |
| 18 | Scarlett & Skid/Alpine Adventure          |                                                         | 28 giugno 2024   | 5 febbraio 2025   |
| 19 | Guac and Roll/All-Terrain Trek            |                                                         | 5 luglio 2024    | 5 febbraio 2025   |
| 20 | The Camp Fire!                            |                                                         | 24 luglio 2024   | 5 febbraio 2025   |
| 21 | The Haunted HQ/All Souls Surprise         |                                                         | 5 ottobre 2024   | 5 febbraio 2025   |
| 22 | Bamboozled Bo/Food in a Flash             |                                                         | 12 ottobre 2024  | 5 febbraio 2025   |
| 23 | Mothers' Day Mess/Hey, Dude               |                                                         |                  | 5 febbraio 2025   |